# KVINT
KVINT — тираспольський винно-коньячний завод. Назва є абревіатурою фрази «Коньяки, вина і напої Тирасполя». Випускає алкогольні напої під однойменною назвою.
Завод заснований 1897 року. У 2000 році отримав сертифікат ISO 9001-94, а з 2003 року вся продукція, що випускається на підприємстві відповідає сертифікату якості ISO 9001-2000. Щороку виробляється близько 700 тисяч декалітрів винно-коньячної та лікеро-горілчаної продукції. Генеральний директор — Олег Маркович Баєв. Входить до складу компанії «Шериф».
Випускає молдавські вина і коньяки витримкою від 3 до 50 років: «Рашков», «Тирас», «Ністру», «Дойна», «Сюрпризний», «Тирасполь», «Сонячний», «Вікторія», «Юбілейний», «Чернецький», «Суворов», «Граф Вітгенштейн». Також займається виготовленням горілки та напоїв.